# Kékszárnyú levélmadár
A kékszárnyú levélmadár (Chloropsis cochinchinensis)  a madarak osztályának verébalakúak (Passeriformes) rendjébe és a levélmadárfélék (Chloropseidae) családjába tartozó faj.

## Előfordulása
Kambodzsa, Kína, Indonézia, Laosz, Malajzia, Mianmar, Thaiföld és Vietnám területén honos.

## Alfajai
- Chloropsis cochinchinensis billitonis
- Chloropsis cochinchinensis chlorocephala
- Chloropsis cochinchinensis cochinchinensis
- Chloropsis cochinchinensis flavocincta
- Chloropsis cochinchinensis icterocephala
- Chloropsis cochinchinensis jerdoni
- Chloropsis cochinchinensis kinabaluensis
- Chloropsis cochinchinensis kinneari
- Chloropsis cochinchinensis moluccensis
- Chloropsis cochinchinensis natunensis
- Chloropsis cochinchinensis nigricollis
- Chloropsis cochinchinensis serithai
- Chloropsis cochinchinensis viridinucha

## Megjelenése
Testhossza 16–17,5 centiméter.
|  |  |